# Rob Dean
Rob Dean (Londres, 23 de abril de 1955) é um guitarrista inglês que ganhou destaque na banda glam rock‎–new romantic Japan, entre 1975 e 1981. Durante a década de 1990 ele passou a residir na América Central, tornando-se ilustrador de vida selvagem sob seu nome de nascimento: Robert Dean.

## História

### 1955-1990: Nascimento, Japan, projetos musicais
Dean nasceu em 23 de abril de 1955 e entrou para o Japan em 1975 por causa de um anúncio publicado no jornal Melody Maker. A saída de Dean do grupo, antes da turnê Visions of China, resultou da crescente ênfase da banda no uso de sintetizadores; fazendo com que ele não participasse das gravações do último disco, Tin Drum, lançado em novembro de 1981; com o grupo recrutando o guitarrista David Rhodes para tocar em sua próxima turnê. Desta fase com o Japan a única composição dele foi "The Width of a Room", de 1980, lançada em single.
Após sua saída do Japan, Rob Dean trabalhou com Gary Numan (na música "Boys Like Me", de seu álbum Dance, de 1981), Illustrated Man (banda com Phillip Foxman, Hugo Burnham e Roger Mason, que lançou um EP homônimo em 1984), See Jane Run (projeto derivado da banda Vivabeat), Sinéad O'Connor (em seu álbum de 1987, The Lion and the Cobra) e The Slow Club (lançando, em 1990, World of Wonders); passando seu tempo, neste período, entre o Reino Unido, os Estados Unidos e a Austrália.

### 1991-atualidade: JBK - "Ego Dance", ilustração ornitológica
O ano de 1993 viu o lançamento, no Japão, de uma caixa do Japan chamada Prophétique 1978-1980, contendo todo o material gravado por Rob Dean na Ariola-Hansa: os álbuns Adolescent Sex, Obscure Alternatives e Quiet Life, mais um CD extra com as músicas "Stateline", "Life In Tokyo", "I Second that Emotion" ‎– escrita por Smokey Robinson ‎– e "European Son", nesta sequência. No mesmo ano, o guitarrista participou da gravação de "Ego Dance", lançada no primeiro álbum do grupo JBK (Jansen, Barbieri, Karn ‎– de seus ex companheiros de Japan: Steve Jansen, Richard Barbieri e Mick Karn), intitulado Beginning to Melt.
A partir do início da década de 1990, ele tem vivido na América Central e longe do mundo da música, dedicando o seu tempo à observação e ilustração de aves (ornitologia) para livros sobre a fauna local. Suas obras foram publicadas entre 2007 e 2010 pela Cornell University Press e vendidas pela Zona Tropical Publications. Segundo texto da página Tico Times: "Quando se trata de identificar um pássaro, uma imagem certamente vale mil palavras. Robert Dean tem brilhantemente ilustrado as aves do Panamá. Um residente de longa data de Monteverde, na Costa Rica, Dean é um renomado artista dos animais selvagens, que também ilustrou The Birds of Costa Rica: A Field Guide. As pinturas de Dean trazem as aves de volta à vida. Graças aos anos de observação, ele dominou a arte de colocar os pássaros em posições naturais e com todos os detalhes de penas e coloração". (sobre The Birds of Panama: A Field Guide)

## Discografia

### Contribuições (1981-1993)
- Gary Numan, Dance (1981) - Beggars Banquet (música "Boys Like Me")[5]
- Illustrated Man, Illustrated Man (EP, 1984) - Capitol Records[6]
- Sinéad O'Connor, The Lion and the Cobra (1987) - Chrysalis Records[8]
- ABC, Up (1989) - Neutron Records[16]
- The Slow Club, World of Wonders (1990) - Virgin Records[9]
- Jansen, Barbieri, Karn (JBK), Beginning to Melt (1993) - Medium Productions Limited (música "Ego Dance")[12]
- Vivabeat, The Good Life 1979-1986 (coletânea, 2001) - Permanent Press (músicas "Blue Guitars", "What We Talk About, When We Talk About Love", "Dreaming of Tigers", "The House is Burning, Jane Version" ‎– gravadas sob a denominação See Jane Run)[7]

## Livros

### Field Guides (2007-2010)
- Garriguez, Richard; Dean, Robert: The Birds of Costa Rica: A Field Guide (Cornell University Press / Zona Tropical Publications, 2007 - ISBN 978-0-9705678-5-7)
- Reid, Fiona; Leenders, Twan; Zook, Jim; Dean, Robert: The Wildlife of Costa Rica: A Field Guide (Cornell University Press / Zona Tropical Publications, 2010 - ISBN 978-0-98160281-3)
- Angehr, George R.; Dean, Robert: The Birds of Panama: A Field Guide (Cornell University Press / Zona Tropical Publications, 2010 - ISBN 978-0-9798804-5-2)

Informações retiradas da página Zona Tropical Publications.